# Ołeksandr Papusz
Ołeksandr Serhijowycz Papusz, ukr. Олександр Сергійович Папуш (ur. 14 stycznia 1985 w Żdanowie w obwodzie donieckim) – ukraiński piłkarz, grający na pozycji obrońcy.

## Kariera piłkarska

### Kariera klubowa
Wychowanek klubu Metałurh Mariupol, barwy którego bronił w juniorskich mistrzostwach Ukrainy (DJuFL). W lipcu 2001 rozpoczął karierę piłkarską w drugiej drużynie Metałurha Mariupol, który potem zmienił nazwę na Illicziweć. Dopiero 19 maja 2007 debiutował w pierwszej drużynie. Na początku 2008 wyjechał do Białorusi, gdzie został piłkarzem Lakamatyu Mińsk. W styczniu 2009 przeszedł do Dynama Brześć. Latem 2010 przeniósł się do Tarpeda Żodzino. W 2012 powrócił do Dynamy Brześć. W 2013 przeniósł się do kazachskiego Kajsaru Kyzyłorda, ale po pół roku powrócił do Białorusi, gdzie zasilił skład klubu Wiedrycz Rzeczyca. W 2014 rozegrał 9 meczów w składzie Żemczużyny Jałta. Od 2015 ponownie bronił barw białoruskich klubów, m.in. Isłacz Minski Rajon.

## Sukcesy i odznaczenia

### Sukcesy trenerskie
Isłacz Minski Rajon
- mistrz Białoruskiej Pierszaja ligi: 2015